# Zeruya Shalev

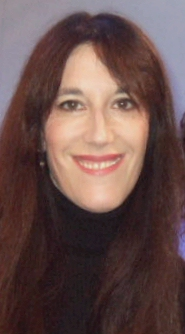
Zeruya Shalev

Zeruya Shalev (în ebraică צרויה שלו, se citește Tzeruya Shalev; n. 13 aprilie 1959, Kvutzat Kinneret⁠(d), Districtul de Nord, Israel) este o scriitoare israeliană.

## Date biografice
Zeruya Shalev s-a născut în kibuțul Kinneret și este editor literar la Keter. A publicat proză, cărți de poezie și literatură pentru copii.

## Opera
Cele mai cunoscute romane ale sale sunt Viața amoroasă (ebr. חיי אהבה), apărut în 1997, respectiv Soț și soție (ebr. בעל ואישה), din 2000. Primul dintre ele figurează pe lista celor mai bune 20 de romane din literatura universală  întocmită de revista Der Spiegel .